# Église Saint-Morand d'Altkirch
L'église Saint-Morand est un monument historique situé à Altkirch, dans le département français du Haut-Rhin.

## Localisation
L'église Saint-Morand est située au bout de la rue éponyme à environ 1 km du centre-ville d'Altkirch. Le bâtiment est contigu à ceux du Centre hospitalier Saint-Morand (rue du 3e-Zouaves), construits sur les lieux de l'ancien prieuré Saint-Morand.

## Historique
L'édifice fait l'objet d'une inscription au titre des monuments historiques depuis 1937.
L'histoire du prieuré est décrite dans l'article qui lui est consacré. L'église Saint-Morand a été construite à la fin du XIXe siècle à la place de l'église Saint-Christophe du prieuré qui se trouvait abîmée après la Révolution française.

## Architecture
Partiellement détruite après 1790, l'ancienne église du prieuré est rouverte au culte dès avant le Concordat. Le curé Heinrich, installé en 1877, demande et obtient sa reconstruction. L'architecte Charles Winkler fait construire un édifice d'un style néo-roman, alliant plusieurs influences (Worms, Cluny). L'église est consacrée en 1886. Elle fait l'objet d'une restauration intérieure en 1979 qui élimine presque toute la décoration ancienne.

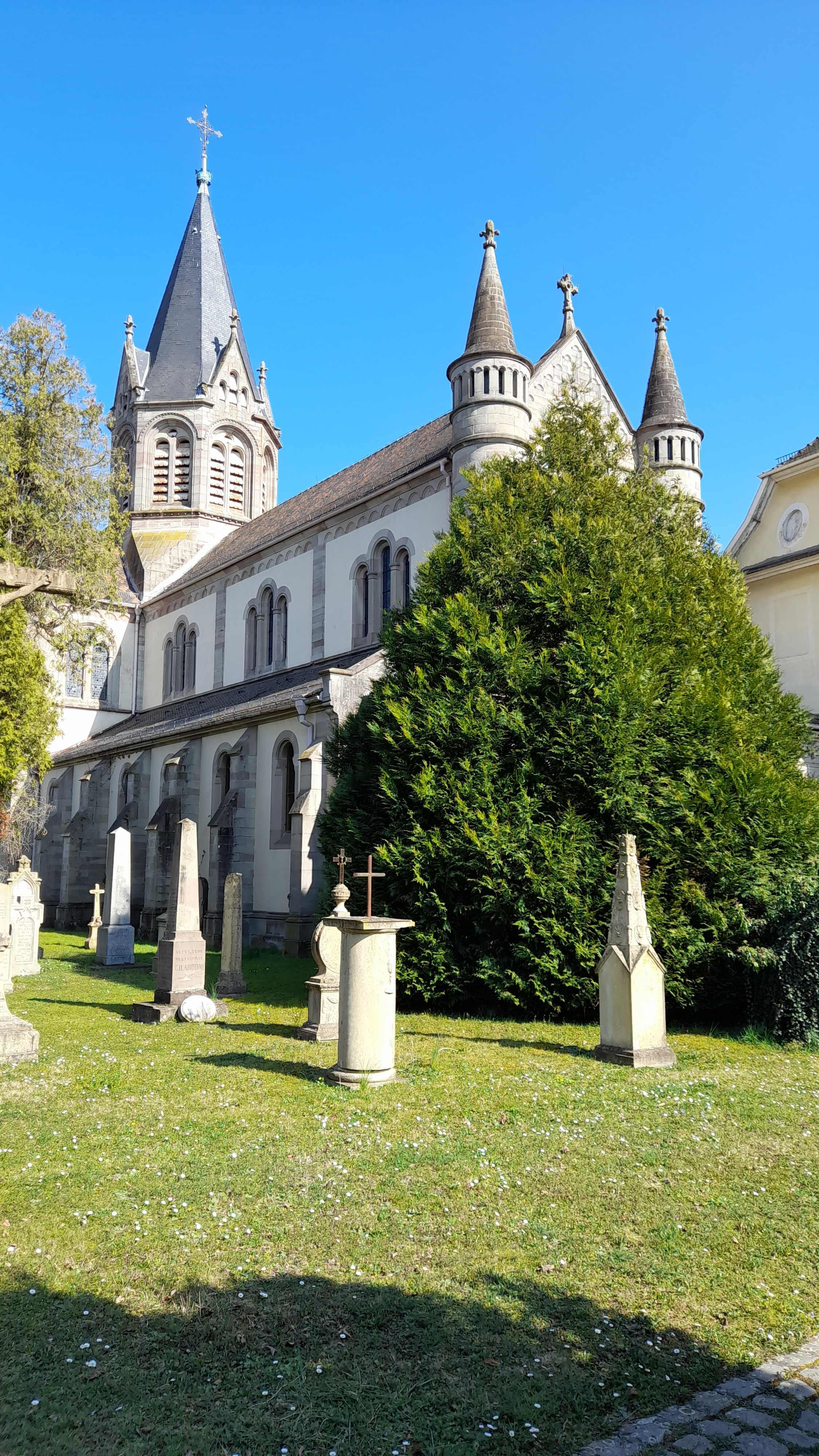
L'édifice néo-roman de Charles Winkler.
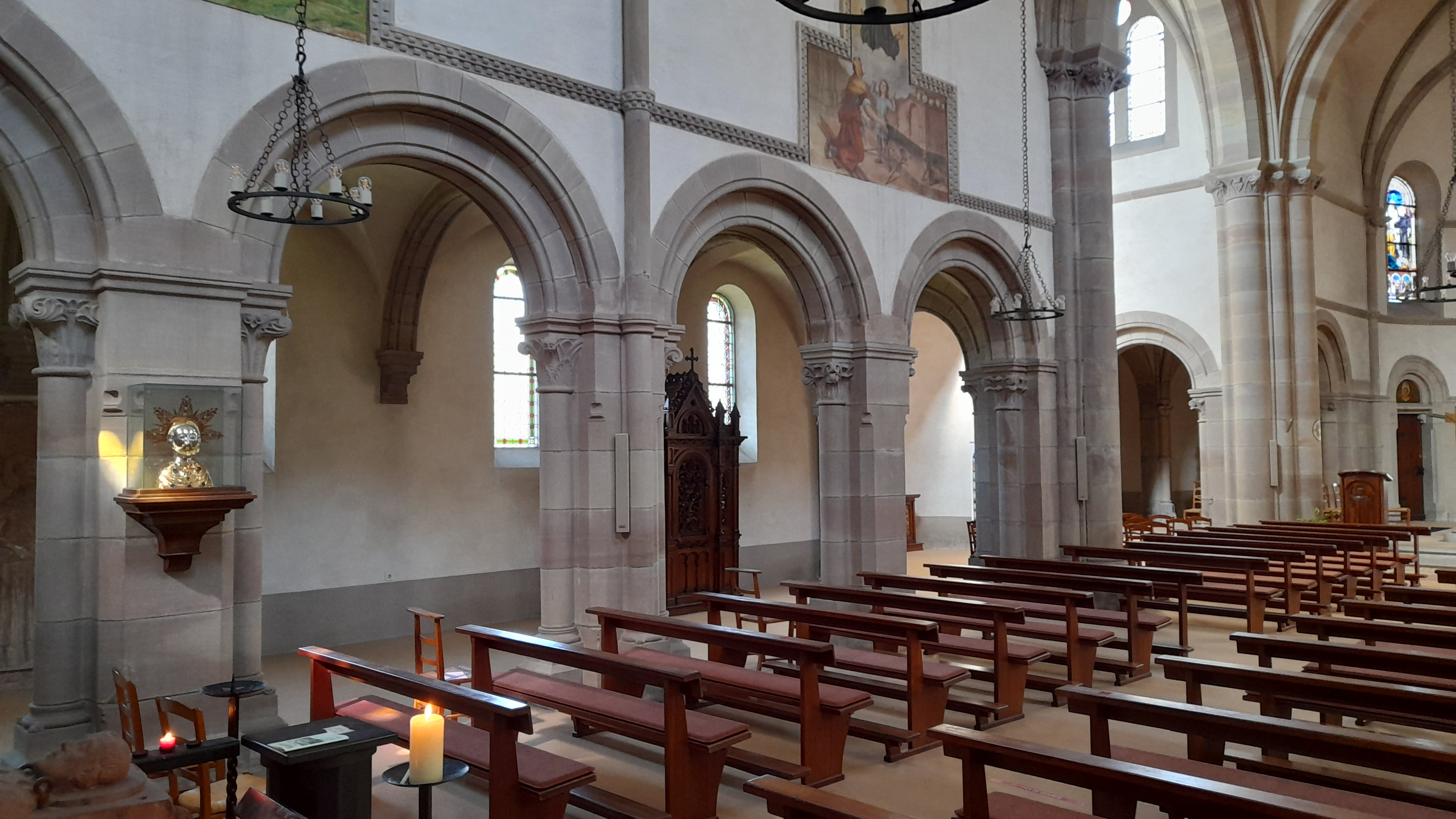
Vue de l'intérieur : la nef et le reliquaire.
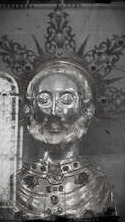
Reliquaire de saint Morand (1428).